# Zdeněk Bažant (1908–2001)
Zdeněk Bažant (11. června 1908 Nové Město na Moravě – 26. srpna 2001 Praha) byl český profesor zakládání staveb, odborník na geomechaniku.

## Život
Jeho otcem byl rektor Zdeněk Bažant. Působil jako vyučující na ČVUT, stavební fakultě. Byl ženatý. Za normalizace mu bylo znemožněno publikování kvůli emigraci jeho syna Zdeňka.

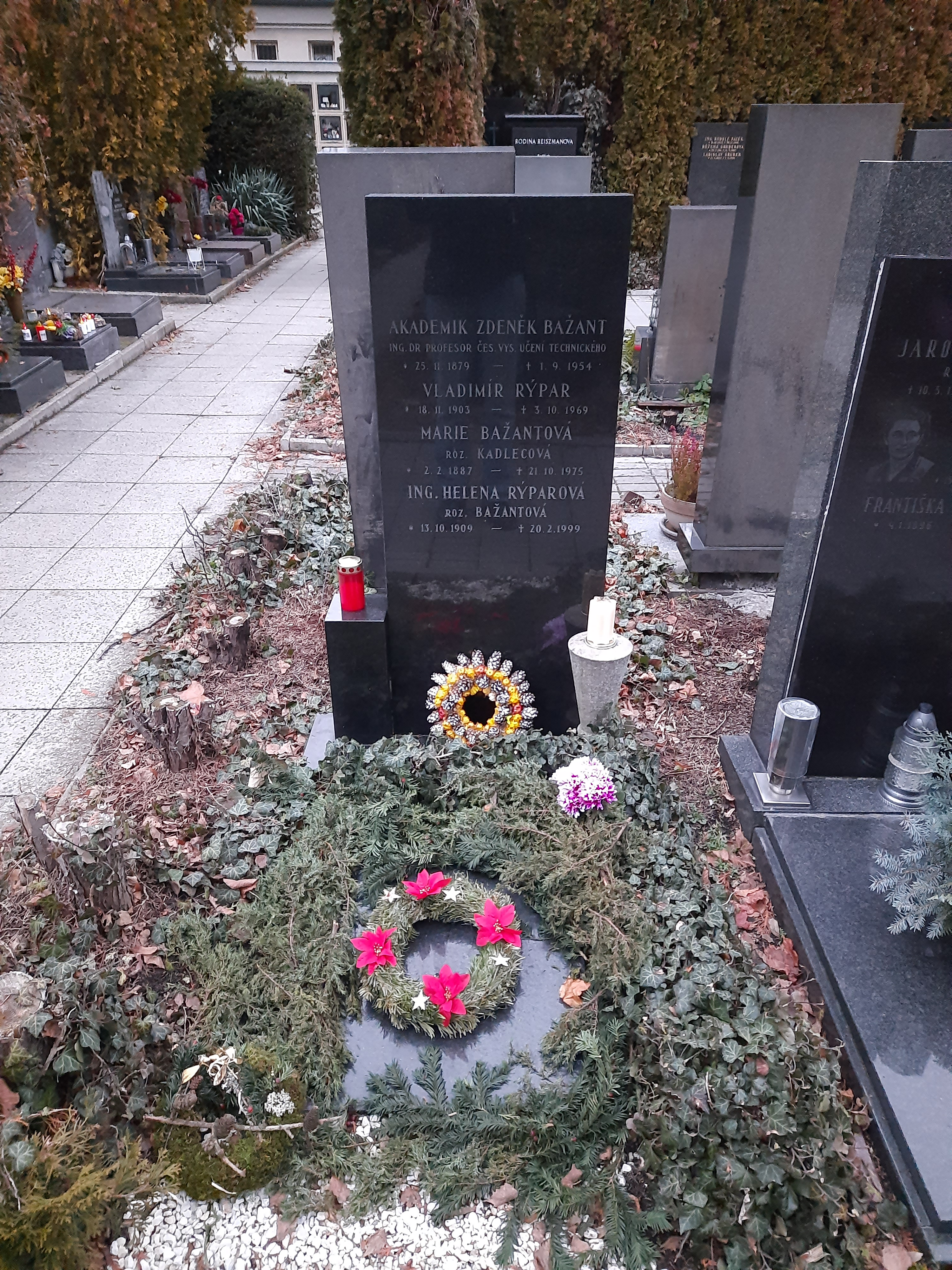
Hrob rodiny Zdeňka Bažanta v Urnovém háji Krematoria Strašnice

Zemřel roku 2001 v Praze. Pohřben byl v Urnovém háji strašnického krematoria.

## Publikace
- Zakládání staveb; Prof. Ing. Dr. Zdeněk Bažant, DrSc., Praha 1967, SNTL